# Knie-Hacken-Versuch
Der Knie-Hacken-Versuch (KHV) ist ein Schritt in der klinischen Untersuchung des Nervensystems, mit dem die Zielbewegungen der unteren Extremitäten als Teil der Koordinationstests überprüft werden.

## Durchführung
Der Untersuchte führt die Ferse des zuvor liegenden einen Beines in bogenförmiger Bewegung bei geschlossenen Augen auf die Kniescheibe des anderen Beines. Teilweise soll danach noch mit der Ferse das Schienbein heruntergefahren werden, was möglicherweise die Empfindlichkeit des Tests erhöht.
Der Test wird im Liegen durchgeführt.

## Ergebnisse
- Eumetrie: Ziel wird getroffen.
- Hypermetrie: Bewegung geht über das Ziel hinaus
- Intentionstremor: zunehmendes Zittern bei Annäherung ans Ziel
- Hypometrie: Ziel wird nicht (ganz) erreicht

Hypermetrie und Intentionstremor sind hinweisend für eine Funktionsstörung des Kleinhirns (cerebelläre Ataxie) oder des Rückenmarks (spinale Ataxie), die Hypometrie ist meist Folge einer Lähmung des bewegten Beins.